# Воласи
Воласи (енгл. Wallasey) је град у Уједињеном Краљевству у Енглеској. Према процени из 2007. у граду је живело 58.681 становника.

## Становништво
Према процени, у граду је 2008. живело 58.681 становника.
| 1981.  | 1991.  | 2001.  |
| ------ | ------ | ------ |
| 62,465 | 60,895 | 58,710 |